# Pocasset (Massachusetts)
Pocasset es un lugar designado por el censo ubicado en el condado de Barnstable en el estado estadounidense de Massachusetts. En el Censo de 2010 tenía una población de 2.851 habitantes y una densidad poblacional de 112,51 personas por km².

## Geografía
Pocasset se encuentra ubicado en las coordenadas 41°41′20″N 70°38′21″O / 41.68889, -70.63917. Según la Oficina del Censo de los Estados Unidos, Pocasset tiene una superficie total de 25.34 km², de la cual 9.52 km² corresponden a tierra firme y (62.42%) 15.82 km² es agua.

## Demografía
Según el censo de 2010, había 2.851 personas residiendo en Pocasset. La densidad de población era de 112,51 hab./km². De los 2.851 habitantes, Pocasset estaba compuesto por el 95.09% blancos, el 1.86% eran afroamericanos, el 0.53% eran amerindios, el 0.7% eran asiáticos, el 0% eran isleños del Pacífico, el 0.28% eran de otras razas y el 1.54% pertenecían a dos o más razas. Del total de la población el 0.98% eran hispanos o latinos de cualquier raza.